# Nannococcyx
Nannococcyx is een uitgestorven geslacht van vogels uit de familie koekoeken (Cuculidae). 

## Soorten
De volgende soort is bij het geslacht ingedeeld:
- † Nannococcyx psix – Sint-Helenakoekoek